# صيام هنغال
صيام هنغال (26 مايو 1993 بمنطقة شوراشاندبور في الهند - ) هو لاعب كرة قدم هندي في مركز الوسط. شارك مع منتخب الهند تحت 23 سنة لكرة القدم. أما مع النوادي، فقد لعب مع نادي بنغالورو ونورث إيست يونايتد وDSK Shivajians FC ‏ وIndian Arrows ‏.

## وصلات خارجية
- صيام هنغال على موقع قاعدة بيانات كرة القدم.إي يو (الإنجليزية)
- صيام هنغال على موقع Soccerway.com (الإنجليزية)